# جوزيف فنسنت برينان
جوزيف فنسنت برينان (بالإنجليزية: Joseph Vincent Brennan)‏ هو كاهن كاثوليكي أمريكي، ولد في 20 مارس 1954 في فان نويس في الولايات المتحدة.